# Mandarin Oriental Hotel Group

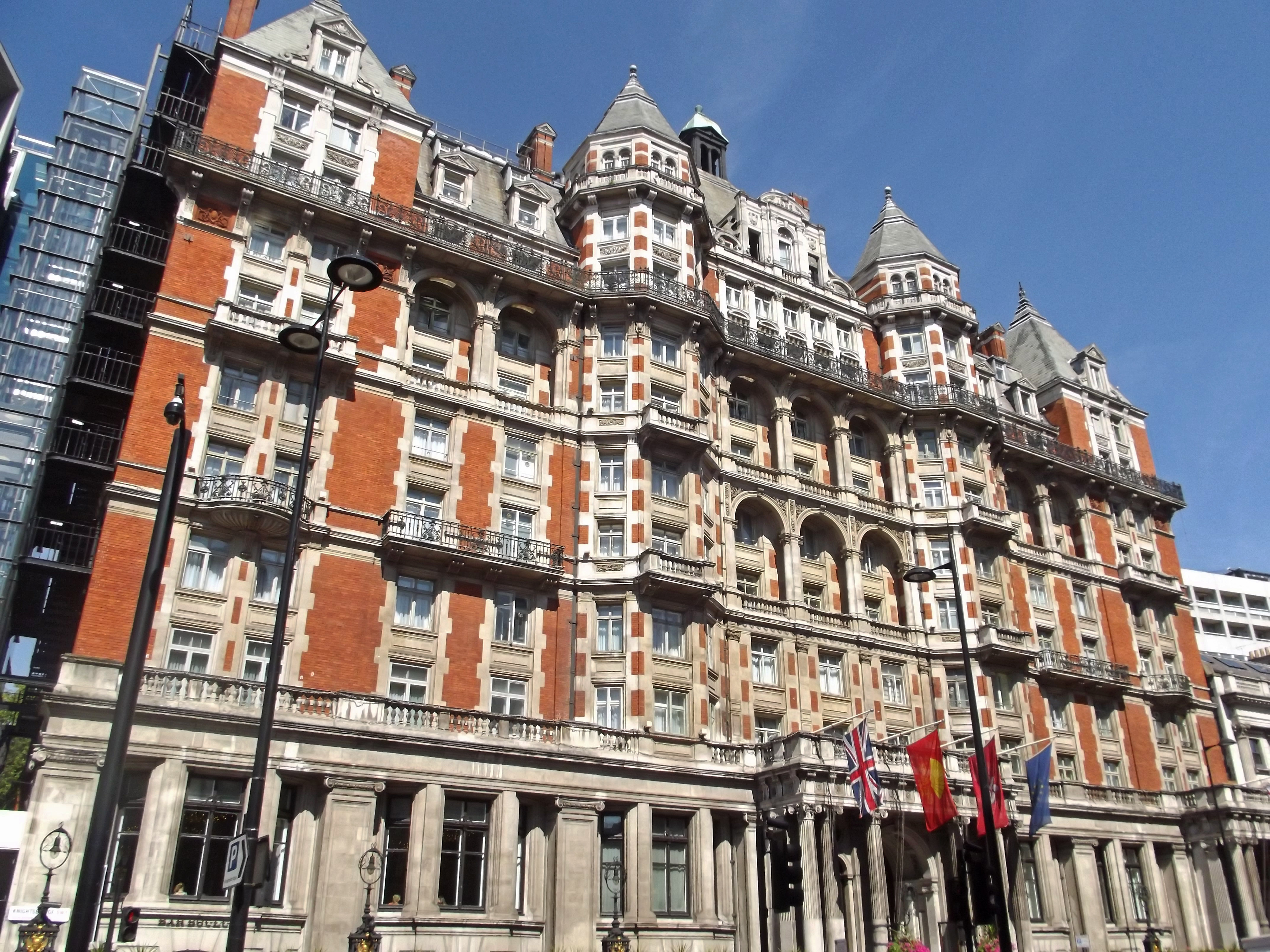
Mandarin Oriental Hyde Park у Лондоні (зліва розташований житловий комплекс від готелю One Hyde Park, напроти торговий центр Harvey Nichols

Mandarin Oriental Hotel Group (MOHG) (традиційний китайський: 文 華 東方 酒店), є членом Jardine Matheson Group, є міжнародною готельною-інвестиційною компанією і групи управління розкішними готелями, курортів і резиденцій в Азії, Європі та Північній і Південної Америки.

## Історія
Група почалася з відкриття готелю The Mandarin, в центральному районі Гонконга у 1963 році, а другий готель The Excelsior Hotel в Causeway Bay відкрили у 1973 р. У 1974 р, Mandarin International Hotels Limited була створена як компанія оператора готелями, з наміром розширюватися в Азії. У тому ж році компанія придбала 49% частку участі в The Oriental, Бангкок.
У 1985 році компанія об'єднала два готелі під загальною назвою, Mandarin Oriental Hotel Group. У 1987 році, Mandarin Oriental Hotel Group була розміщена на фондовій біржі Гонконгу під назвою "Mandarin Oriental International Limited". Mandarin Oriental International Limited, зареєстрована на Бермудських островах, і перераховані в Лондоні, Сінгапурі і на Бермудських островах. Mandarin Oriental Hotel Group Limited, яка працює з Гонконгу, керує діяльністю готелів Групи.
Mandarin Oriental Hotel Group працює, або має в стадії розробки, 41 готель, що представляють більше 10 000 номерів в 27 країнах, з 18 готелями в Азії, 12 в Північній і Південній Америці та 12 в Європі і Північній Африці.

## Готелі
Станом на 2015 рік, Mandarin Oriental Hotel Group управляє готелями в Китаї, Чехії, Франції, Німеччини, Індонезії, Італії, Японії, Малайзії, Сінгапурі, Швейцарії, Іспанії, Туреччини, Тайвані, Таїланді, Великій Британії, США і Марокко.
1. ↑  Global LEI index
2. ↑  MANDARIN ORIENTAL DL-,05
3. ↑  Man Oriental USD (M04/MOIL.SI)
4. ↑  Mandarin Oriental International Limited